# Pasites atratulus
Pasites atratulus är en biart som beskrevs av Heinrich Friese 1922. Pasites atratulus ingår i släktet Pasites och familjen långtungebin. Inga underarter finns listade i Catalogue of Life.